# المپیک ویلج، مونترآل

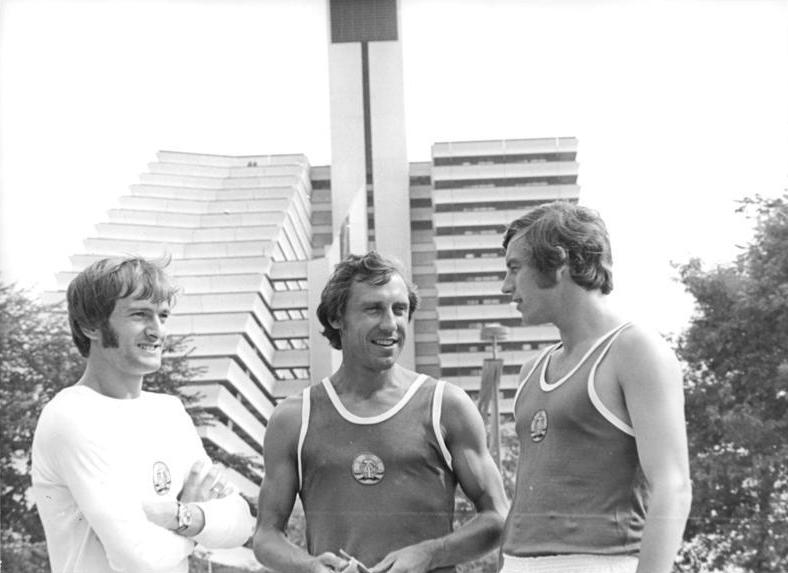
تصویر ورزشکاران در مقابل ساختمان المپیک ویلج، بازی‌های تابستانی ۱۹۷۶.

المپیک ویلج، مونترآل (به انگلیسی: Olympic Village) نام یک مجتمع مسکونی است که در شهر مونترال، استان کبک، کانادا واقع شده‌است.